# التوافق الدموي

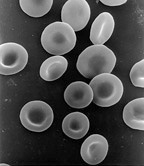
خلايا الدم الحمراء (الكريات الحمراء) هي من أهم مكونات الدم

في الهندسة الطبية الحيوية، يشير مصطلح التوافق الدموي (haemocompatibility) إلى توافق أي مادة مع الدم. ويعد أحد الاعتبارات المهمة عند تصميم الأجهزة التي تلامس الدم. غالبًا ما تقع الأحداث المحددة للتوافق الدموي على مستوى الجزئيات. قد يؤثر التوافق الدموي على العمليات الالتهابية.